# Howard Greenhalgh
Howard Douglas Greenhalgh (ur. 19 lutego 1963 w Halifaksie w hrabstwie West Yorkshire) – brytyjski reżyser teledysków i spotów reklamowych.
W wieku 12 lat zaczął studiować grę na pianinie i marzył o tym, by zostać gwiazdą muzyki pop. Bez widoku na jakikolwiek kontrakt na nagranie, Howard zdecydował się pójść w ślady swojego starszego brata i zaczął uczęszczać do szkoły humanistycznej. W latach 1987–1989 uczęszczał do The Royal College of Art, gdzie zdał sobie sprawę, że mógł połączyć swoje zamiłowania do muzyki i fotografii z karierą. Wraz z dwoma swoimi znajomymi stworzył firmę Why Not? Associates (1989- 1998), która była wielodyscyplinowym studiem designu. Trio to wkrótce znalazło pracę w przemyśle muzycznym projektując okładki do płyt. W bardzo krótkim czasie kariera Howarda podążyła ku reżyserowaniu wideoklipów muzycznych. Pracował dla Brave Films (1993-1998), Godman (1998-2003) i Exposure Films (2003–2005). Następnie zajął się reżyserią reklam telewizyjnych dla Bikini oraz teledysków muzycznych dla Believe Media.
Wyreżyserował ponad 100 teledysków, w tym dla Stinga, George Michaela, System of a Down, Placebo, Pet Shop Boys i Iron Maiden. Prawdopodobnie najsłynniejszym i najbardziej kultowym teledyskiem do dziś jest „Black Hole Sun” (1994) grupy Soundgarden. Przy okazji ten wyżej wymieniony clip jest także jego ulubionym dziełem, kąskiem który został wymieniony w 2000 w magazynie „Shots”, który to stworzył listę dziesięciu najlepszych reżyserów dziesięciolecia.
„Teledyski muzyczne zawsze były dla mnie ważne, nadal uważam, że nie byłoby mnie w przemyśle muzycznym, gdybym ich nie robił. Możesz próbować użyć nowej techniki i stylów z nadzieją, że część techniki, którą używasz przeniknie do reklam telewizyjnych” - mówił Howard Greenhalgh.
Dorobek Howarda w dziedzinie reklam obejmuje spoty takich firm, jak Adidas, Nike, BBC i Citroën. Jego dwuznaczna kampania przeprowadzona dla Bacardi przez McCann London cieszyła się dużym uznaniem w przemyśle i pomogła zreaktywować tę markę na świecie. Howard zdobył całe multum nagród podczas swojej kariery. Do nagród tych możemy zaliczyć Złotego Lwa w Cannes oraz British Television Advertising Award za reklamę VW „Bus Sandwich”. Jego takie teledyski, jak „Go West” (1993) stworzony dla grupy Pet Shop Boys, „When We Dance” (1994) Stinga oraz „Black Hole Sun” (1994) grupy Soundgarden, wygrały Clio Awards a później również otrzymały MTV Video Music Awards.
Dla Michael Cretu - twórcy muzycznego projektu ENIGMA - Greenhalgh wyreżyserował trzy teledyski do utworów: „Mea Culpa” (1990), „Principles of Lust” (1991) i „The Rivers of Belief” (1991). Cretu wraz z Jensem Gadem utworzyli pod koniec lat 90. nowy projekt muzyczny, który nazwali Trance Atlantic Air Waves. Howard wyreżyserował dwa wideoklipy z albumu zatytułowanego Trance Atlantic Air Waves (1998). Tymi teledyskami są: mroczny „Chase” i „Magic Fly”.
Greenhalgh był wielokrotnie finalistą festiwalu nagród w Cannes oraz zdobył w Londynie wiele nagród za animacje komputerowe.

## Nagrody i nominacje
| Rok  | Nagroda                                                                       | Wideoklip/Reklama                       | Artysta       | Rezultat  |
| ---- | ----------------------------------------------------------------------------- | --------------------------------------- | ------------- | --------- |
| 1993 | Złoty Lew (50. Międzynarodowy Festiwal Filmowy w Wenecji)                     | Volkswagen Bus Sandwich                 | –             | Wygrana   |
| 1993 | British Television Advg                                                       | Volkswagen Bus Sandwich                 | –             | Wygrana   |
| 1993 | Złoty Lew (50. Międzynarodowy Festiwal Filmowy w Wenecji)                     | DCC Microscope                          | –             | Nominacja |
| 1993 | MTV Video Music Awards                                                        | „If I Ever Lose My Faith In You” (1993) | Sting         | Nominacja |
| 1994 | MTV Video Music Awards                                                        | „Black Hole Sun” (1994)                 | Soundgarden   | Wygrana   |
| 1994 | Wave 94 - Animation Gallery Winner                                            | „Liberation” (1994)                     | Pet Shop Boys | Wygrana   |
| 1994 | London Effects & Animation Festival                                           | „Liberation” (1994)                     | Pet Shop Boys | Wygrana   |
| 1994 | International Monitor                                                         | „Go West” (1993)                        | Pet Shop Boys | Nominacja |
| 1994 | D&AD                                                                          | „Go West” (1993)                        | Pet Shop Boys | Nominacja |
| 1995 | Nagroda Grammy                                                                | „Go West” (1993)                        | Pet Shop Boys | Nominacja |
| 1995 | Clio (USA)                                                                    | „Black Hole Sun” (1994)                 | Soundgarden   | Wygrana   |
| 1995 | Music Week Award                                                              | „Black Hole Sun” (1994)                 | Soundgarden   | Wygrana   |
| 1996 | Clio (USA)                                                                    | „Go West” (1993)                        | Pet Shop Boys | Wygrana   |
| 1996 | Clio (USA)                                                                    | „When We Dance” (1994)                  | Sting         | Wygrana   |
| 1996 | 9th: Computer Animation Festival (Viewers Choice Award, & Best Artistic Film) | „Let There Be Light” (1995)             | Mike Oldfield | Wygrana   |
| 1997 | International Monitor Award Najlepszy reżyser                                 | Ford Probe                              | –             | Nominacja |
| 1999 | MTV Video Music Awards Najlepszy teledysk z filmu                             | „Come With Me” (1998) z filmu Godzilla  | Puff Daddy    | Wygrana   |
| 2000 | MVPA                                                                          | „Everything Will Flow” (1999)           | Suede         | Nominacja |
| 2000 | FAB Awards                                                                    | Bacardi                                 | –             | Nominacja |
| 2000 | Leaf Awards                                                                   | „Unintended” (1999)                     | Muse          | Nominacja |
| 2000 | Leaf Awards                                                                   | „Slave to the Wage” (2000)              | Placebo       | Nominacja |
| 2001 | Raindance Festival                                                            | „Special K” (2000)                      | Placebo       | Nominacja |
| 2002 | UK Food Awards                                                                | Bacardi                                 | –             | Nominacja |
| 2005 | Creative Circle Silver                                                        | RSPCA - Oven (2004)                     | –             | Wygrana   |